# Cardepia pedrosai
Cardepia pedrosai là một loài bướm đêm trong họ Noctuidae.